# Reinaldo Colucci
Reinaldo Colucci (Descalvado, 29 de outubro de 1985) é um triatleta brasileiro. 
Integrou a equipe nacional que disputou os Jogos Pan-Americanos de 2011 em Guadalajara, no México, Ganhou a medalha de ouro no triatlo e conquistou a vaga para os Jogos Olímpicos de 2012.